# Operazione Castore
L'operazione Castore, lanciata il 20 novembre 1953, è stata un'operazione militare dell'esercito francese affidata al generale Gilles e il cui obiettivo era impadronirsi della pianura di Dien Bien Phu.
È la più grande operazione aerea della guerra d'Indocina. La battaglia di Dien Bien Phu iniziò quattro mesi dopo.

## Situazione
Nell'ottobre 1953, il generale Giap decise di abbandonare la sua intenzione di conquistare il delta del Tonchino e chiese alla Divisione 316 di lasciare la regione di Hoa Binh per trasferirsi nella regione degli altipiani. Dovette risalire la strada provinciale 41 verso Son La, eliminare gli avamposti francesi Colibri e Calamar ed attaccare la base di Lai Chau situata a nord del Tonchino. L'obiettivo finale era la conquista del Laos settentrionale da Diên Biên Phû.
Informato dei movimenti della Divisione 316, il generale Navarre, comandante in capo delle forze francesi in Indocina, comprese rapidamente le intenzioni di Giap. Di fronte alla necessità di difendere il Laos (ordine del 28 ottobre 1953) e sapendo che Lai Chau era indifendibile a causa della sua situazione, decise di attaccare la divisione Viet Minh 316 e investire la pianura di Dien Bien Phu. Allo stesso tempo, tagliò la strada per il Laos e consentì il ritiro della guarnigione di Lai Chau nel campo trincerato.

## Forze presenti

### Forze Francesi
- EDAP (elemento divisionale aviotrasportato) del generale Gilles;
- GAP n° 1 del Comandante Fourcade;

#### 1a ondata
- 6° BPC del comandante di battaglione Bigeard;
- II / 1° RCP del comandante di battaglione Bréchignac;
- 17ª compagnia di ingegneri paracadutisti;
- elementi del gruppo in marcia del 35º reggimento di artiglieria paracadutisti del capo squadriglia Millot.

#### 2a ondata
- 1º battaglione paracadutista coloniale del comandante di battaglione Souquet;
- Reparto di sanità dei paracadutisti n° 1;
- resto del gruppo in marcia del 35º reggimento di artiglieria paracadutisti;
- GAP n° 2 del tenente colonnello Langlais;
- 1º battaglione paracadutisti straniero del comandante di battaglione Guiraud;
- 8º Battaglione Paracadutisti d'assalto del Capitano Tourret;
- 5º battaglione paracadutista vietnamita guidato dal comandante di battaglione Bouvery;

inoltre:
- 1° paracadutisti moralisti della compagnia straniera.

### Forze vietnamite
- Comando del 148º reggimento e compagnia comando;
- Battaglione 910.

## Cronologia degli avvenimenti

### 20 novembre 1953

#### Diem Bien Phu
Intorno alle 10:30 del mattino, il 6° BPC, elementi del GM del 35° RALP, il 17° CGP da un lato e il II / 1° RCP e il personale GAP 1 dall'altro, si sono lanciati nei pressi degli avamposti Natacha a nord e Simone a sud. L'attrezzatura è stata lanciata sull'avanposto Octavia situato ad ovest.
Il 6° BPC di Bigeard è atterrato tra le forze Viet Mihn ancora in fase di trasferimento.
Supportato dai bombardieri B-26 Invader, affrontò la compagnia di comando del battaglione 910 che si sacrificò per salvare il comando del reggimento 148.
Il terzo battaglione del GAP 1, il 1° BPC, l'unità sanitaria paracadutisti n° 1 e il resto del GM del 35° RALP furono a loro volta paracadutati intorno alle 15 dello stesso giorno.

### 21 novembre
Il GAP 2 (staff, 1° BEP, 8° BPC) e l'EDAP si uniscono nella cittadella fortificata di Dien Bien Phu.

### 22 novembre
Al mattino, il 5° BPVN è stato abbandonato, ponendo fine all'operazione Castore.

## Il bilancio finale
Dopo un primo tentativo fallito, un bulldozer venne finalmente paracadutato sulla posizione per consentire il restauro della pista di atterraggio, costruita dai giapponesi durante l'occupazione dell'Indocina durante la seconda guerra mondiale.
Il primo aereo è atterrato a Dien Bien Phu il 25 novembre ed è iniziato il ritiro dei battaglioni di paracadutisti che avevano partecipato all'operazione.
La loro evacuazione viene effettuata gradualmente dalle unità di trasporto aereo di Hanoi.
La messa in stato di difesa della vallata di Dien Bien Phu iniziò agli ordini del generale Gilles,per passare poi sotto il comando del colonnello de Castries.
Dal 23 novembre 1953 e fino al 13 marzo 1954, il generale Giap concentrerà tre divisioni di fanteria e la sua divisione di artiglieria intorno alla vallata, prima di iniziare la battaglia di Ðiện Biên Phủ.